# Tirols slott

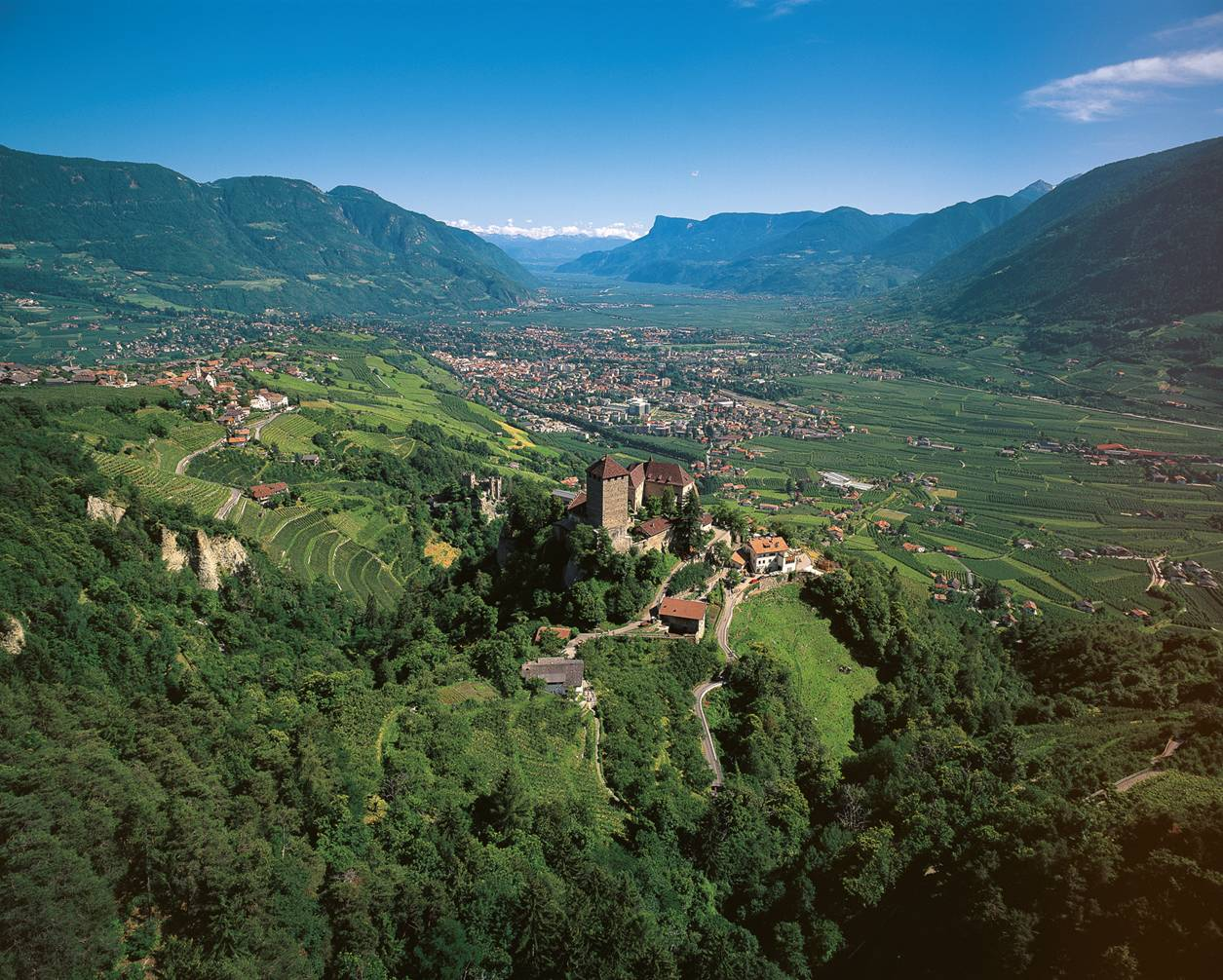
Tirols slott

Tirols slott eller Tirolos slott (italienska: Castel Tirolo, tyska: Schloss Tirol) är en medeltida borg i byn Tirolo nära Merano i italienska Sydtyrolen, regionen Trentino-Alto Adige. Borgen byggdes ursprungligen under 1000-talet och fungerade fram till 1400-talet som säte för grevarna av grevskapet Tyrolen, som borgen givit namn åt, vilket senare också blev namnet på hela regionen Tyrolen. 1420 flyttades grevarnas residens till Innsbruck av hertig Fredrik IV av Österrike. Borgen inrymmer sedan 2003 Sydtyrolens regional- och kulturhistoriska museum.